# Strafwetboek
Een strafwetboek of wetboek van strafrecht is een document dat het gehele of een groot deel van het strafrecht in een bepaalde jurisdictie verzamelt. Een strafwetboek omvat doorgaans misdaden (in België misdrijven) die in de jurisdictie worden erkend, straffen die kunnen worden opgelegd voor deze misdaden en enkele algemene bepalingen (zoals enkele definities, of een verbod op vervolging met terugwerkende kracht). Het is te onderscheiden van een burgerlijk wetboek, dat het geheel of een groot deel van het burgerlijk recht (dat wil zeggen, de rechtsverhoudingen tussen personen) in een bepaalde jurisdictie verzamelt.

## Geschiedenis
Het eerste strafwetboek was de Franse revolutionaire Code Pénal van 1791. Zij was een belangrijke voorganger van de Code Napoléon van 1810, die aan de basis ligt van het continentaal strafrecht en daarna diepgaande invloed heeft gehad in continentaal Europa en de rest van de wereld.
Strafwetboeken zijn relatief gangbaar in continentaalrechtelijke jurisdicties, die vaak rechtsstelsels opbouwen rondom codes en principes die relatief abstract zijn, en deze per geval toepassen. Daarentegen zijn strafwetboeken zeldzaam in jurisdicties waar common law geldt (vooral in Angelsaksische landen).
De voorgestelde invoering van een strafwetboek voor Engeland en Wales was van 1968 tot 2008 een belangrijk project van de Law Commission. Vanwege de sterke traditie van precedenten in de jurisdictie en daardoor een groot aantal bindende uitspraken en ambigue 'common law-misdaden', naast de vaak inconsistente aard van het Engels recht, werd het ontwikkelen van een bevredigend wetboek erg moeilijk. Het project werd officieel opgegeven in 2008, maar in 2009 voortgezet.

## Strafwetboeken per land

### Huidige strafwetboeken
- België: Strafwetboek (België) / Code pénal
- Duitsland: Strafgesetzbuch (Duitsland)
- Frankrijk: Code pénal
- Koninkrijk der Nederlanden:
  - Aruba: Wetboek van Strafrecht van Aruba
  - Bonaire, Sint Eustatius en Saba: Wetboek van Strafrecht BES
  - Curaçao: Wetboek van Strafrecht (Curaçao)
  - Nederland: Wetboek van Strafrecht (Nederland)
  - Sint Maarten: Wetboek van Strafrecht (Sint Maarten)
- Oostenrijk: Strafgesetzbuch (Oostenrijk)
- Suriname: Wetboek van Strafrecht (Suriname)
- Zwitserland: Strafwetboek (Zwitserland)

### Historische strafwetboeken
- Oud-Babylonische Rijk: Codex Hammurabi (ca. 1780 v.Chr.)
- Koninkrijk Holland: Crimineel Wetboek voor het Koningrijk Holland (1809–1811)
- Eerste Franse Keizerrijk, Verenigd Koninkrijk der Nederlanden, Koninkrijk der Nederlanden: Wetboek van Strafregt (Code Pénal) (1811–1886)
- Nederlandse Antillen: Wetboek van Strafrecht van de Nederlandse Antillen (1918–2010)
- Nederlands-Indië: Wetboek van Strafrecht voor Nederlandsch-Indië (1867–1949)

### Voorgestelde strafwetboeken
- Engeland en Wales: English Criminal Code (sinds 1989 in ontwikkeling)